# Dasychira polioides
Dasychira polioides är en fjärilsart som beskrevs av Collenette 1959. Dasychira polioides ingår i släktet Dasychira och familjen tofsspinnare. Inga underarter finns listade i Catalogue of Life.